# Kierpień
Kierpień [pronunciación en polaco: /ˈkʲɛrpjɛɲ/], (en alemán: Kerpen), es un pueblo en el distrito administrativo de Gmina Głogówek, dentro del Distrito de Prudnik, Voivodato de Opole, en el sudoeste de Polonia, cercano a la frontera con la República Checa. Se encuentra aproximadamente 6 kilómetros al norte de Głogówek, 22 kilómetros al este de Prudnik, y 31 kilómetros al sur de la capital regional, Opole.
Hasta 1945 el área era parte de Alemania.